# Natri metabisulfit
Natri metabisunfit hay natri pyrosunfit là hợp chất vô cơ có công thức Na2S2O5. Nó được dùng làm chất tẩy uế, chất chống oxy hóa và chất bảo quản.

## Cấu trúc hóa học
Anion là ghép lai giữa ion đithionit (S2O42-) và đithionat (S2O62-). Ion âm này gồm một nhóm SO2 liên kết với một nhóm SO3, với điện tích âm được nằm trên đoạn cuối của SO3. Độ dài liên kết S-S là 2.22 Å và độ dài S-O trong đithionat và đithionit lần lượt là 1.46 và 1.50 Å.

## Sử dụng

### Phụ gia thực phẩm
Nó được dùng làm chất chống oxy hóa và chất bảo quản trong thực phẩm và còn được biết dưới tên E223.
Nó có thể gây tác dụng dị ứng đối với những thứ nhạy cảm với sunfit, bao gồm các ảnh hưởng đến hệ hô hấp như hen phế quản, tính quá mẫn cảm và các ảnh hưởng riêng biệt khác.
Natri metabisunfit và kali metabisunfit là thành phần cơ bản trong viên Campden, dùng trong sản xuất bia và rượu.
Liều dùng cho phép mỗi ngày là đến 0.7 mg trên mỗi kg khối lượng cơ thể. Natri metabisunfit không có tác dụng phụ; nó bị oxy hóa trong gan chuyển thành sunfat vô hại và thải ra theo đường tiết niệu.

### Chất chùi rửa và sát trùng
Nó thường dùng trong việc ủ bia tại gia và nấu rượu để sát trùng các thiết bị và dụng cụ. Nó còn làm chất chùi rửa cho màng thẩm thấu ngược (RO) trong sản xuất nước sạch trong hệ thống tách muối khỏi nước biển. Nó còn dùng để loại bỏ cloramin ra khỏi nước uống sau khi xử lý.

### Các ứng dụng khác
- Trong ngành nhiếp ảnh.[8]
- Dung dịch đậm đặc để loại bỏ các gốc cây. Một vài loại chứa dung dịch nồng độ 98%, và làm biến chất lignin trong gốc cây, tạo thuận lợi cho việc loại bỏ nó.[9]
- Làm tá dược trong một số thuốc, như paracetamol. Xấp xỉ 0.5 mg trong máy phun adrenalin như EpiPen.
- Một khía cạnh liên quan đến sức khỏe rất quan trọng của chất này là nó có thể được cho vào một mẫu máu trong một phép thử cho hội chứng tế bào hình liềm (một hình thứ tương tự khác của sự đột biến hemoglobin). Chất này gây cho tế bào bị chết đến hình liềm (thông qua các phản ứng polyme hóa phức tạp) do đó chứng thực đã nhiễm bệnh.

## Tính chất hóa học
Khi hòa vào HCl, natri metabisunfit giải phóng khí lưu huỳnh dioxide, một chất khí có mùi hắc gây khó thở cho vài người. Vì điều này, natri metabisunfit đang dần sụt khỏi các ứng dụng thông thường trong thời gian gần đây, với tác dụng là chất khử như hiđrô perôxít, mà trở nên phổ biến hơn trong việc làm chất khử trùng không mùi và hiệu quả cho các thiết bị. Khí thoát ra làm cho nước có tính khử mạnh.
Natri metabisunfit cũng giải phóng khí khi tác dụng với axit mạnh:
Na2S2O5 + 2 HCl → 2 NaCl + H2O + 2 SO2
Khi đun nóng nó cũng giải phóng lưu huỳnh dioxide, còn lại natri oxit:
Na2S2O5 → Na2O + 2 SO2